# Протигрибкові засоби
Протигрибкові засоби — лікарські препарати, які застосовують для лікування грибкових захворювань — мікозів.
Протигрибкові засоби зовнішнього застосування у вигляді мазей, розчинів тощо спричинюють відшарування ураженого епідермісу шкіри, видалення волосся та нігтів, уражених грибом, наприклад, препарати саліцилової, молочної кислот, епілін, оніхолізин тощо, або пригнічення росту грибів наприклад, аміказол, цинкундан, нітрофунгін та інші. Протигрибкові засоби загальної дії призводять до загибелі або уповільнення розмноження грибів при прийманні всередину (гризеофульвін, ністатин, леворин) або внутрішньовенному введенні (амфотерицин В).

## Класифікація
Протигрибкові засоби поділяють за місцем дії, на:
- місцеві
- загальні (системні, генералізовані)

Також, існує кілька хімічних класифікацій, проте, єдиної офіційної класифікації станом на 2021 не було.
Класи (хімічних сполук):
- Азоли
- Аліламіни
- Ехінокандини
- Тіазоли
- Імідазоли
- Триазоли
- Тритерпеноїди
- інші

### АТХ
D01 ПРОТИГРИБКОВІ ПРЕПАРАТИ ДЛЯ ЗАСТОСУВАННЯ В ДЕРМАТОЛОГІЇ
- D01A ПРОТИГРИБКОВІ ПРЕПАРАТИ ДЛЯ МІСЦЕВОГО ЗАСТОСУВАННЯ
  - D01A A Антибіотики
    - D01A A01 Ністатин
    - D01A A02 Натаміцин

  - D01A C Похідні імідазолу та тріазолу
    - D01A C01 Клотримазол
    - D01A C02 Міконазол
    - D01A C03 Еконазол
    - D01A C05 Ізоконазол
    - D01A C08 Кетоконазол
    - D01A C10 Біфоназол
    - D01A C11 Оксиконазол
    - D01A C12 Фентиконазол
    - D01A C13 Омоконазол
    - D01A C14 Сертаконазол
    - D01A C15 Флуконазол
    - D01A C20 Імідазоли/тріазоли в поєднанні з кортикостероїдами
    - D01A C60 Біфоназол, комбінації
    - D01A C51 Клотримазол, комбінації

  - D01A E Інші протигрибкові засоби для місцевого застосування
    - D01A E04 Ундециленова кислота
    - D01A E12 Кислота саліцилова
    - D01A E14 Циклопірокс
    - D01A E15 Тербінафін
    - D01A E16 Аморолфін
    - D01A E20 Комбінації
    - D01A E22 Нафтифін
    - D01A E54 Ундециленова кислота, комбінації
    - D01A E50 Інші препарати
- D01B ПРОТИГРИБКОВІ ПРЕПАРАТИ ДЛЯ СИСТЕМНОГО ЗАСТОСУВАННЯ
  - D01B A Протигрибкові препарати для системного застосування
    - D01B A01 Гризеофульвін
    - D01B A02 Тербінафін